# Franz Xaver Fischler

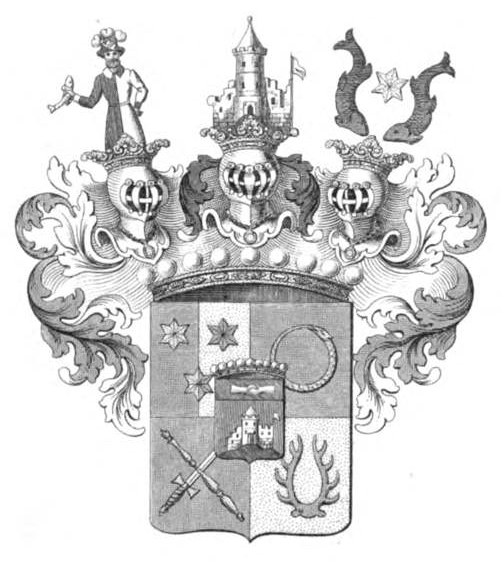
Familienwappen

Franz Xaver Nikolaus Fischler (* 21. Mai 1770 in Meßkirch, Fürstentum Fürstenberg; † 4. Oktober 1835 auf Kloster Holzen in Allmannshofen, Königreich Bayern), ab 1807 Edler von Fischler von Treuberg, ab 1809/1810 Freiherr von Treuberg, ab 1817 Graf von Treuberg, war ein deutscher Hofmeister, Prinzenerzieher, Diplomat und Geheimrat.

## Leben
Fischler, erstgeborener Sohn von Franz Joseph Fischler (1743–1823) und dessen Ehefrau Katharina, geborene Schwendemann (1748–1819), entstammte einer Familie von Forstbeamten in Diensten des schwäbischen Hauses Fürstenberg. Die Stammreihe seiner Familie reicht mit dem aus Tirol gebürtigen Simon Fischler (1625–1699) auf das 17. Jahrhundert zurück. Mit dem Thema Sätze aus allen Theilen der Philosophie promovierte er als Baccalaureus der Universität Dillingen im Jahr 1789 zum Dr. phil. Nach einer Tätigkeit als Hofmeister im Hause des Reichsgrafen von Kesselstatt kam er in gleicher Funktion an den Hof des Fürsten Anton Aloys von Hohenzollern-Sigmaringen, der ihn als Hofrat berief und dessen Sohn Karl er erzog. Die Schwester des Fürsten, die Prinzessin Maria Crescentia Anna Johanna Franziska (1766–1844), verliebte sich in ihn und heiratete ihn gegen den Willen ihres Bruders „zur rechten Hand“.

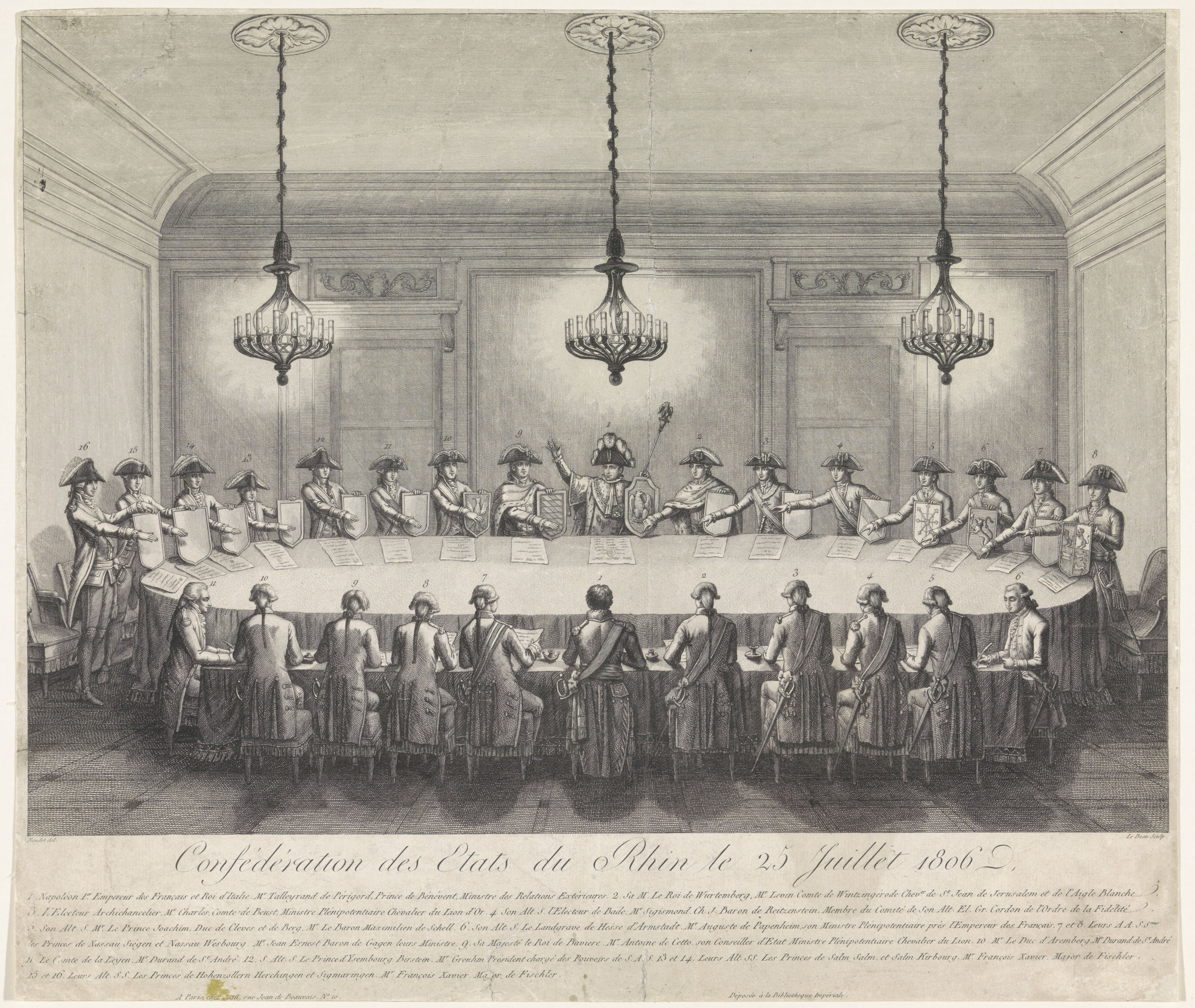
Symbolische Darstellung der von Franz Xaver Fischler vertretenen Fürsten (Nr. 13–16) und ihrer Gesandten (sitzend) auf einer französischen Illustration zur Gründung des Rheinbundes, 1806

Der Fürst nobilitierte seinen Schwager am 22. Mai 1807 in Paris mit dem Namenszusatz „Edler von Treuberg“, nachdem er für die Häuser Hohenzollern-Sigmaringen, Hohenzollern-Hechingen, Salm-Salm und Salm-Kyrburg erfolgreich als politischer Agent und Diplomat (Geschäftsträger) gewirkt hatte. Unterstützt von Fürstin Amalie Zephyrine, einer Freundin der französischen Kaiserin Joséphine, hatte er für diese Häuser die Rheinbundakte verhandelt, wodurch die entsprechenden Herrschaften einer drohenden Mediatisierung entgingen und ihre Landesherrn zu Souveränen avancierten. Am 10. Mai 1810 erhob ihn der Fürst in den Freiherrenstand von Hohenzollern-Sigmaringen, nachdem er am 8. Juni 1809 bereits in Sachsen-Coburg zum Freiherrn ernannt worden war.
Als Gemahl Maria Crescentias wurde Fischler durch Familienvertrag im Jahr 1813 Herr von fünf Grundherrschaften: Holzen, Allmannshofen, Druisheim, Heretsried und Osterbach.
Auf dem Wiener Kongress ließ sich Ernst von Sachsen-Coburg-Saalfeld von Fischler vertreten. 1816 wurde er sachsen-coburgischer Geheimrat. Als solcher handelte er die Einverleibung des Amtes Königsberg in den Württembergisch-Bayerischen Zollverein aus, einem Vorläufer des Süddeutschen Zollvereins. Am 23. Juli 1817 verlieh ihm Friedrich August I. von Sachsen den Grafentitel. Das Königreich Bayern immatrikulierte ihn am 21. Juni 1831 in dessen Grafenklasse. Das Königreich Hannover verlieh ihm das Komturkreuz des Guelphen-Ordens. Bayern dekorierte ihn mit dem Ritterkreuz des Verdienstordens der Bayerischen Krone, das Kaisertum Österreich mit der gleichen Stufe des Leopold-Ordens. Außerdem wurde er Ritter des sächsischen Zivilverdienstordens.

## Familie
Aus der Ehe mit der fast vier Jahre älteren Prinzessin Maria Crescentia Anna Johanna Franziska von Hohenzollern-Sigmaringen (1766–1844) ging 1807 als erstgeborener Sohn Franz Xaver und als zweitgeborener Sohn der spätere sachsen-coburg- und gothaische Kammerherr  Ernst (von) Fischler Graf von Treuberg (* 1. Juni 1810; † 14. Mai 1867) hervor. Dieser vermählte sich am 17. April 1843 mit Isabella Maria (1824–1898, seit dem 4. Juli 1826 Herzogin von Goiás), einer „anerkannten Tochter“ des Kaisers Peter I. von Brasilien und dessen Geliebter Domitília de Castro Canto e Melo.